# 묵주 기도의 성모

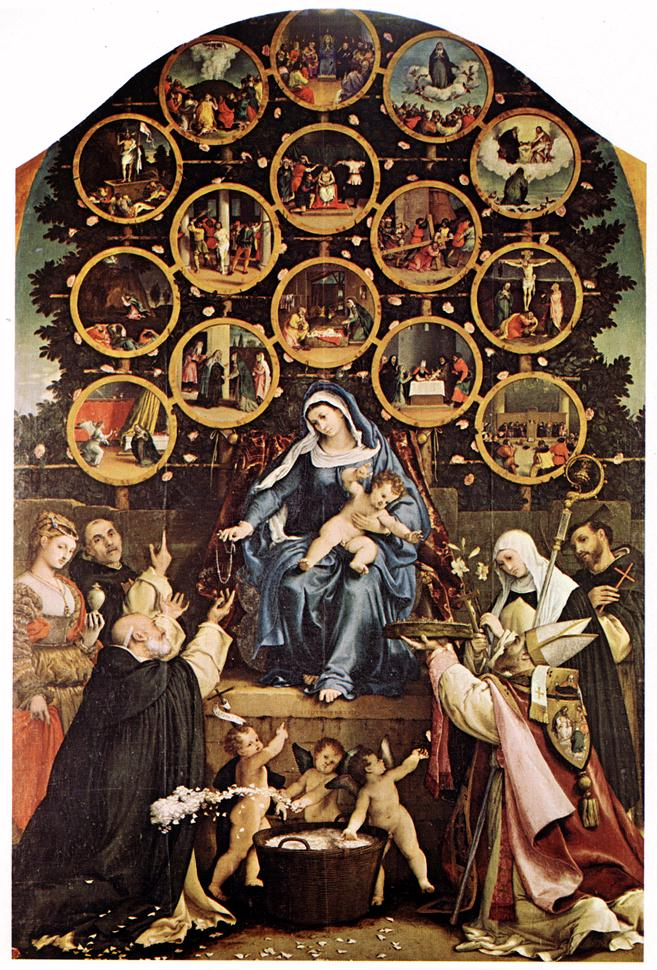
로렌초 로토의 묵주 기도의 모후.

묵주 기도의 성모(영어: Our Lady of Rosary)는 기독교에서 묵주와 관련된 마리아의 호칭으로서 묵주 기도의 모후, 로사리오의 성모, 거룩한 묵주 기도의 모후 등으로도 불린다. 로마 가톨릭교회에서는 10월 7일을 묵주 기도의 동정 마리아 기념일로 기념하고 있다. 이 날은 1571년 오스만 제국의 그리스 서부 함대를 상대로 유럽의 기독교 연합 함대가 대승을 거둔 것(레판토 해전)을 기념하기 위해 제정되었다. 이 날은 승리의 성모 기념일이라고도 불린다.

## 묵주 기도의 성모 발현

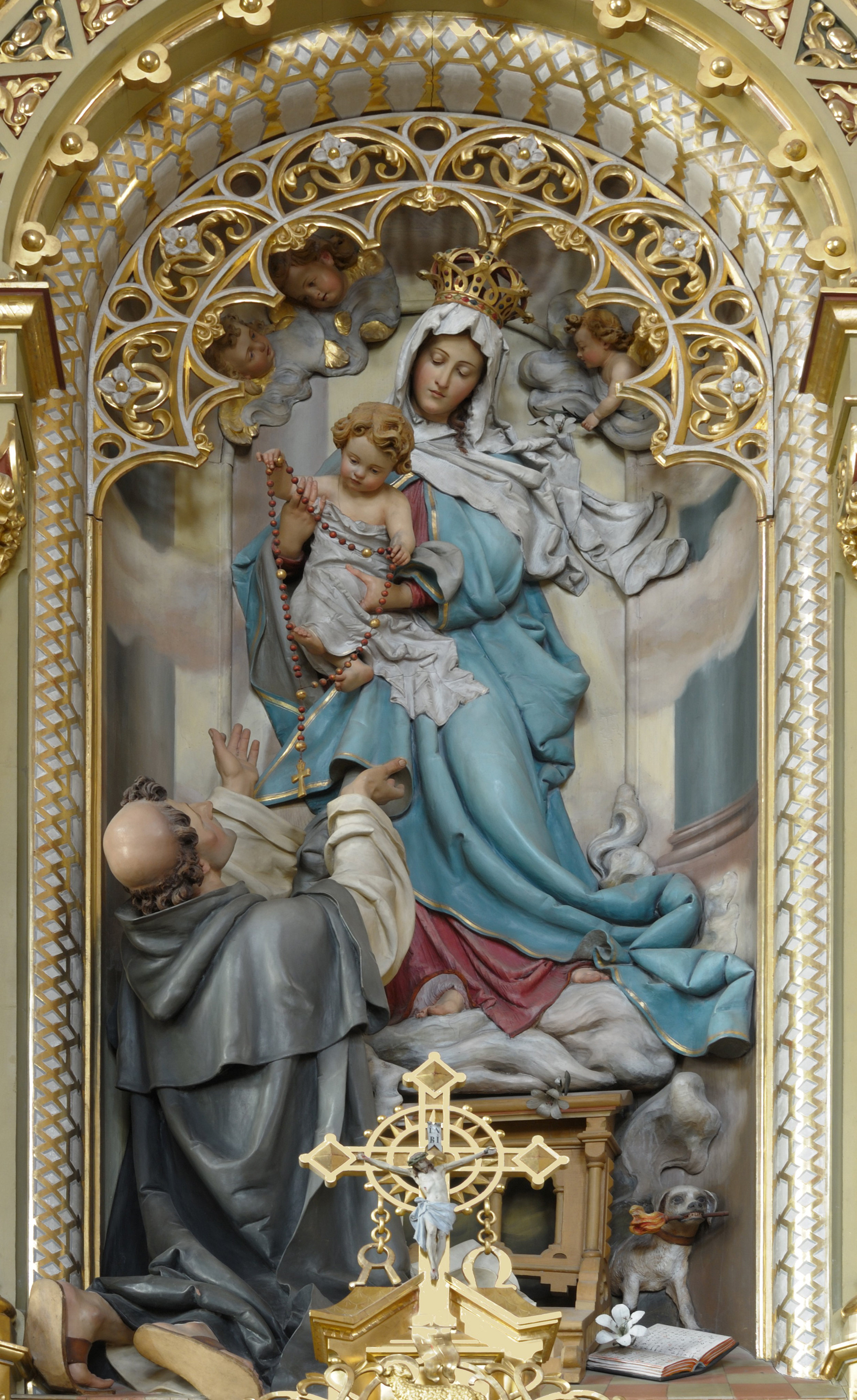
성 도미니코에게 묵주를 주는 성모 마리아.

도미니코회에 전해 내려오는 전승에 따르면, 1214년 성 도미니코가 프랑스 프루예에 창궐한 알비파 이단자들을 가톨릭 신앙으로 회심시키기 위해 나섰다고 한다. 그러나 이 젊은 사제는 그다지 큰 성과를 거두지 못했는데, 하루는 성모 마리아가 그에게 발현하여 이단에 맞서는 도구로서 묵주를 주었다고 한다. 성모 마리아가 성 도미니코에게 묵주를 주었다는 이야기는 일반적으로 전승으로 여겨지고 있으며, 묵주 기도 형태의 발전은 15세기 도미니코회 사제이자 교사인 복자 알라노 데 루페를 비롯한 도미니코회원들에 의한 것이다.
1836년 12월 3일 프랑스의 가톨릭 사제 샤를 엘레오노르 데스 제네트는 자신에게 발현한 성모 마리아의 요청에 따라, 자신의 본당인 승리의 성모 성당을 티 없는 성모 성심에 봉헌하였다.
1917년 10월 13일 파티마의 성모는 양치기 어린이들에게 발현하면서 자신을 가리켜 “나는 묵주 기도의 모후이다.”라고 소개하고, 매일 묵주 기도를 바치라고 요청하였다.
1987년 니카라과에서 반성직주의 성향의 산디니스타 민족해방전선이 정권을 잡자, 성당지기 베르나르도 마르티네즈는 성모 마리아가 발현하여 평화를 위해 묵주 기도를 바치고 열심히 일하라고 요청했다고 보고하였다.

## 승리의 성모

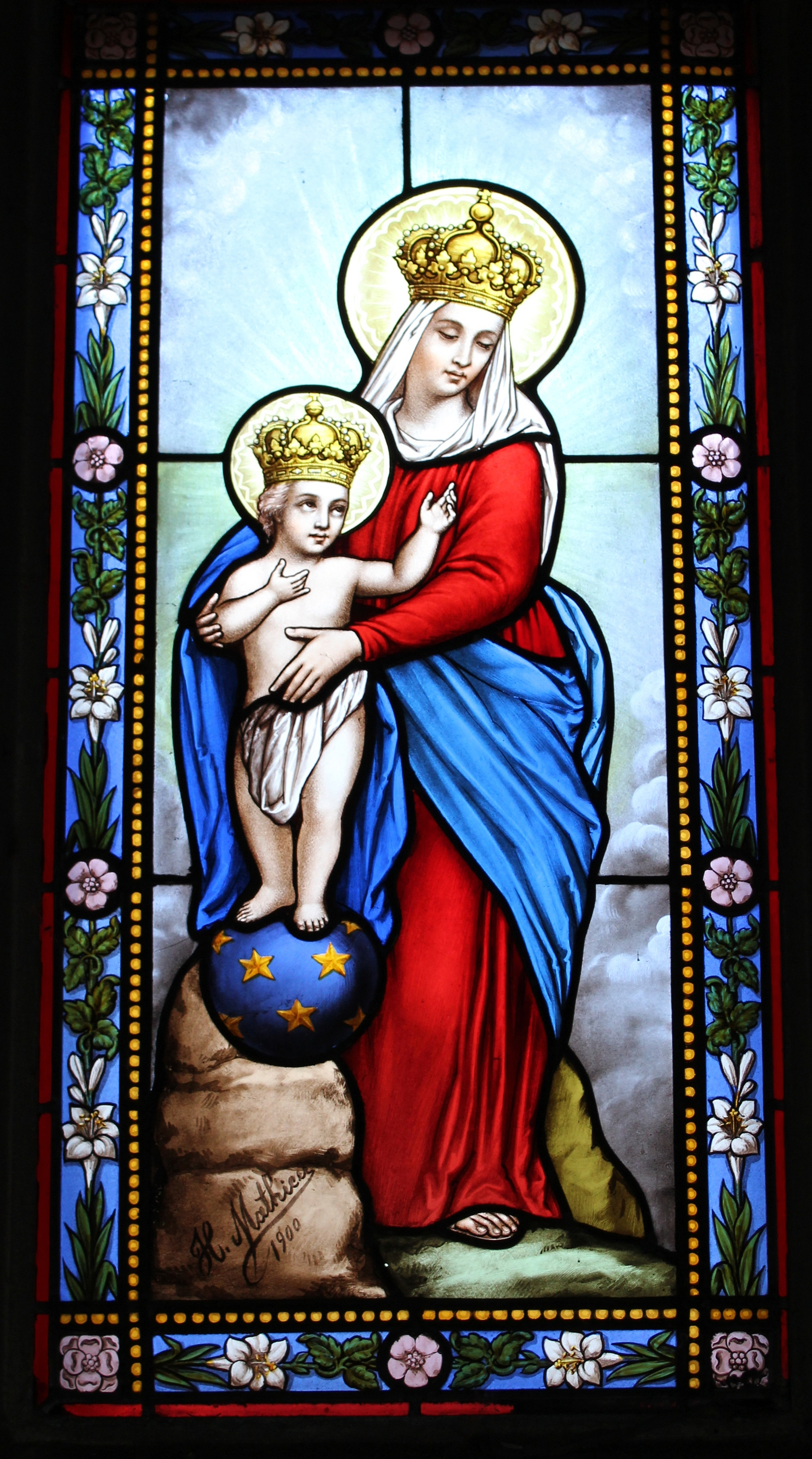
승리의 성모

교황 비오 5세는 키프로스에 있는 기독교계 주민들을 구하기 위해 스페인과 기타 기독교 왕국 및 공화국으로 구성된 연합 함대를 편성했다. 그러나 파마구스타에 있는 베네치아군 기지가 오스만 제국으로부터 오랜 포위 공격을 받은 끝에 결국 기독교 연함 함대가 출항하기 전인 8월 1일에 항복하고 말았다. 1571년 10월 7일 유럽 남부 해양 국가들의 연합으로 구성된 가톨릭 신성 동맹군은 시칠리아의 메시나 항구에서 출항하여 오스만 함대를 만나 레판토 해전을 벌이게 되었다. 객관적으로 오스만 함대와 비교해볼 때, 기독교 연합 함대가 열세였기 때문에 교황은 기독교 연합 함대의 승리를 위해 유럽 전역에 묵주 기도를 바칠 것을 호소했으며, 본인도 직접 로마에서 묵주 기도를 바치는 행렬에 앞장 섰다.
그리스 서부에서 떨어진 코린토스 만 북부 끝에서 약 5시간에 걸친 치열한 전투 끝에 교황청과 베네치아, 스페인의 연합 함대는 오스만 함대를 상대로 간신히 승리를 거두었다. 그리하여 오스만 제국은 서유럽으로의 진격을 멈추게 되었으며, 동시에 대서양과 아메리카에 접근할 수도 없게 되었다. 만약에 오스만 제국이 이겼더라면 이탈리아로의 침입으로 이어졌을 가능성이 크며, 그렇게 된다면 스스로 로마 황제의 후예라고 자처하던 오스만 제국의 술탄이 과거 로마 제국의 수도였던 콘스탄티노폴리스와 로마를 모두 점거하는 초유의 사태가 벌어졌을 수도 있었다. 오스만 제국은 아직 군함을 더 건조할 수 있었지만, 레판토 해전에서 잘 훈련된 많은 해군 병사를 잃음으로써 막대한 손실을 입게 되었다. 이후 오스만 제국은 레판토 해전에서의 피해를 끝내 완전하게 회복하지 못했으며, 결국 지중해 해군력이 콘스탄티노폴리스를 함락하기 이전 세기 수준으로까지 후퇴하였다.

## 축일

### 승리의 성모 축일
레판토 해전에서 승전한 후, 교황 비오 5세는 승리의 성모에게 감사를 표하기 위해 연중 축일로 승리의 성모 축일을 제정하였다.
비오 5세보다 먼저 제5대 레스터 백작 시몬 드 몽포르는 1213년 9월 12일 뮈레 전투에서 알비파 이단을 상대로 승리를 거둔 것에 대한 감사의 표시로 승리의 성모를 위해 최초로 성당을 지어 봉헌하였다.

### 묵주 기도의 동정 마리아 기념일
1573년 교황 그레고리오 13세는 ‘승리의 성모 축일’을 ‘거룩한 묵주기도 축일’로 명칭을 변경하였다. 이 축일은 1716년 교황 클레멘스 11세에 의해 로마 보편 전례력에 삽입되었고 라틴 전례 교회 전체가 10월 첫 주일을 축일로 지내도록 하였다. 1913년 10월 7일 교황 비오 10세는 다시 축일 날짜를 10월 7일로 되돌렸으며, 1960년 교황 요한 23세는 축일의 명칭을 ‘묵주 기도의 복되신 동정 마리아 기념일’로 변경하였다.

## 같이 보기
- 묵주